# بشار الشطي
بشار الشطي (22 سبتمبر 1982)، ممثل ومغني وملحن كويتي.

## مشواره الفني

### البدايات
بدأ دخوله إلى عالم الفن من خلال غنائه خلف المغنيين ككورال في الألبومات والحفلات الغنائية وذلك منذ عام 2000 تقريبًا. أما بدايته الفنية الفعلية فكانت مع انطلاقة برنامج ستار أكاديمي بنسخته الأولى 2003 / 2004 والذي تعرضه قناة LBC، حيث كان من ضمن المشتركين بالبرنامج، واستطاع أن يصل إلى المرحلة النهائية بمواجهة المصري محمد عطية وخسر بنتيجة التصويت وحل بالمركز الثاني. أما في التمثيل فقد بدأ في عام 2012 من خلال مسلسل كنة الشام وكناين الشامية ثم توالت أعماله بعد ذلك.

### الألبومات الغنائية
انضم بعد نهاية برنامج ستار أكاديمي إلى شركة «روتانا»، وقدم من خلالها ألبومين غنائيين، الأول خلال عام 2005 والثاني في نهاية عام 2006. وفي عام 2008 تم فسخ العقد بينه وبين روتانا بالتراضي وبطريقة ودية، وكان فسخ العقد بسبب اختلاف في وجهات النظر فيما بينهم. وطرح في عام 2009 ألبومه الثالث من إنتاج «الوطن آرت».

#### الألبومات الرسمية
- 2005 : بشار الشطي 2005.
- 2006 : ثاني مرة.
- 2009 : أقوى من أول.
- 2025: بشار الشطي 2025 (ألبوم سمعي بحت)

## أعماله

### فيديو كليبات
- جاي الحقيقة مع طلاب ستار أكاديمي، المخرج إميل سليلاتي
- شلون أبصبر، المخرج هادي الباجوري
- جديد في جديد، المخرج وليد ناصيف
- يالوطن يالزبرقان بمشاركة الفنانة أحلام الشامسي، المخرج خالد الرفاعي

### التلحين
بالإضافة لكونه مغنٍ، بشار الشطي ملحن أيضًا، حيث قدم عدداً من الأغنيات لكثير من المطربين منهم مرام البلوشي وعبد القادر هدهود وراشد الفارس وسمر مطر وغيرهم، كما لحّن مقدمات غنائية لعدد من المسلسلات والبرامج التلفزيونية مثل مقدمه مسلسل الكرتون الكويتي يوميات بوقتادة وبونبيل، ومقدمة مسلسل رجال يبيعون الوهم. كما لحّن أوبريت افتتاح تلفزيون الوطن والذي شارك فيه بالإضافة إليه كل من صالح الحريبي وعبد الكريم عبد القادر ونبيل شعيل ونوال الكويتية. كما لحّن أناشيد إسلامية ومقدمات لعدة برامج دينية.

### مشاركاته الرسمية في المهرجانات
- 2005:  الكويت - هلا فبراير.[2]
- 2005:  لبنان - مهرجان ذوق مكايل.[3]
- 2006:  الكويت - مهرجان القرين الثقافي.[4]
- 2007:  الكويت - هلا فبراير.[5]
- 2008:  الكويت - هلا فبراير.[6]
- 2009:  الكويت - ليالي فبراير.[7]
- 2010:  الكويت - ليالي فبراير.[8]
- 2011:  الكويت - ليالي فبراير.[9]

### مشاركات وطنية
- أوبريت افتتاح تلفزيون الوطن.[10]
- أوبريت أم الخير.[11]
- أوبريت افتتاح مبنى المجلس الأولمبي الآسيوي.[12]
- أوبريت نحبها قول وفعل.[13]
- أوبريت مباراة نادي برشلونة ونادي كاظمة.[14]
- اوبريت البيت العود[15]

### الحملات الإعلانية
قام بعدد من الحملات الإعلانية لعدد من الشركات الكبرى. حيث قام وبمشاركة من زملائه في ستار أكاديمي النسخة الأولى بعمل إعلان ترويجي لبيبسي وشاركهم فيه الفنانة اللبنانية إليسا. وعلى جانب منفرد قام بعمل إعلان لشركة برجر كنج فرع الكويت، كما شارك بحمله إعلانية لصالح حساب الشباب بالبنك الأهلي الكويتي، وشارك بالحملة الترويجية لشركة الوطنية للإتصالات والتي حملت اسم «حركات»، كما قدم عام 2011 إعلانات لذات الشركة بمناسبة شهر رمضان. كما أنه شارك بحفلات عدد من البطولات الرياضية في الكويت، وفي شهر رمضان لعام 2014 شارك في إعلان تلفزيونية لصالح شركة زين وشاركه فيه بلقيس أحمد فتحي.

### تقديم البرامج التلفزيونية
في شهر رمضان عام 2007 خاض تجربته الأولى بتقديم البرامج، حيث قدم برنامج مسابقات حمل اسم «استريح» على قناة الوطن، وشاركه التقديم المعلق الرياضي خالد الحربان والمذيعة حصة اللوغاني. وفي شهر رمضان عام 2008 قدم برنامج مسابقات أيضًا حمل اسم «منقولة» على قناة الوطن، وبسبب النجاح الذي حققه البرنامج قررت القناة تقديم حلقات جديدة ه منه مرة واحدة إسبوعيًا. وفي شهر رمضان عام 2009 قدم برنامج مسابقات حمل اسم «من سبق لبق» على ذات القناة، وشاركه بالتقديم نخبة من الفنانين منهم داوود حسين وطارق العلي ونجم ستار أكاديمي محمد عطية، وفي شهر رمضان عام 2014 قام بتقديم برنامج «هو وهاي وهي» وشاركه تقديمه هيا الشعيبي وأمل العوضي، وحلا الترك، في أكتوبر 2021 قدم برنامج «فالت» على تلفزيون أبو ظبي

### التمثيل
خاض تجربة التمثيل لأول مرة بعام 2012 في مسلسل كنة الشام وكناين الشامية، كذلك شارك كضيف في حلقات البرنامج الكوميدي أخبار البطاطا في عام 2011.